# Abudwak (district)
Abudwak (ook: Abduuch, Abduuk, Abduwak, Abudwaq, Abutwaq, Cabudwaaq, Caabudwaaq, Cabuud Waaq, Caabuduwaaq) is een van de vijf districten binnen de regio Galguduud in centraal Somalië. Het district heeft een lange grens met Ethiopië. De districtshoofdstad is Abudwak. Dit is tevens de grootste stad van de hele regio Galguduud. De stad ligt zeer dicht tegen de Ethiopische grens.
De overige vier districten in de regio Galguduud zijn:
- het district Adado, met de districtshoofdstad Adado (ook Cadaado genoemd);
- het district Ceel Buur, met de districtshoofdstad Ceel Buur (ook El Bur genoemd);
- het district Ceel Dheer, met de districtshoofdstad Ceel Dheer (ook El Der genoemd);
- het district Dhusamarreeb, met de districtshoofdstad Dhusamarreeb.